# شهرستان شازند
شهرستان شازند یکی از شهرستان‌های استان مرکزی ایران است. مرکز این شهرستان، شهر شازند است که در ۳۵ کیلومتری جنوب‌غربی اراک قرار دارد. این شهرستان با استان‌های همدان و لرستان هم‌مرز است و دارای آب‌وهوای کوهستانی است.
شهرستان شازند به دلیل برخورداری از اماکن گردشگری متعدد نظیر دریاچه شازند، قله مرتفع شهباز، لجور، آلاداغ، پل دو آب و مراکز دیگر، قطب گردشگری استان مرکزی است. همچنین شهرستان شازند دارای صنایع مهمی از جمله پالایشگاه، پتروشیمی، نیروگاه برق و کارخانه رنگ‌سازی روناس است که همگی در مرز با شهرستان اراک قرار دارند.

## وجه تسمیه
شازند در قدیم ادریس آباد نام داشته است، بعد از احداث راه‌آهن و به واسطه نزدیکی به کوه شاه زنده، به شاه زنده معروف شده است. منظور از شاه (کیخسرو) پادشاه افسانه‌ای ایران در شاهنامه فردوسی و همچنین برگرفته از آئین زرتشتی ایران می‌باشد.
زرتشتیان منطقه عقیده داشته‌اند که کیخسرو و پهلوانان نامی ایران در این کوه از نظرها پنهان شده‌اند.
بعد از انقلاب، به واسطهٔ موج شاه ستیزی، نام شهرستان به آزاد شهر و سپس به شهرستان سربند تغییر یافت که اشاره به منطقه سربند در غرب این شهرستان دارد. سربند در اصل دهستانی از این شهرستان بوده، که اکثراً ترک‌زبان و مهاجر هستند. در زمان دولت سید محمد خاتمی و به کوشش نماینده شهر، نام این شهرستان به نام اصیل‌تر شازند برگشت.

## آب و هوا
آب و هوای شازند سرد و کوهستانی است که تابستان‌های معتدل و زمستان‌های سردی را به همراه دارد. سردترین نقطهٔ استان مرکزی در این شهر است. قله شهباز دومین قله بلند استان مرکزی در این شهر واقع شده که داری چشم‌انداز زیبا و طبیعت منحصر به فرد و یخچال‌های فصلی می‌باشد که تا تیر ماه و مرداد ماه دوام داشته‌اند ولی هم‌اکنون به علت چرای دام‌ها در این کوه به شدت آسیب دیده‌اند و همچنین به علت بارندگی فراوان در این شهر و روستاها و کوه‌های اطراف آن در منطقه‌ای بالاتر از بخش هندودر این شهرستان مکان مناسبی برای ایجاد پیست اسکی به‌وجود آمد که بعد از ساخت این پیست این منطقه در زمستان به عنوان یکی از جاذبه‌های توریستی شهر مطرح است. از دیگر جاذبه‌های توریستی شهرستان می‌توان به سراب عباس‌آباد اشاره کرد که حجم آبی که از زیر کوه می‌آید جالب توجه است و اخیراً باعث ایجاد پارک بزرگی شده است. از بناهای تاریخی این شهر می‌توان به امامزاده سهل بن علی و قدمگاه علی بن موسی الرضا اشاره کرد.
۴ خرداد ۱۳۸۷ یک کارخانه مواد شیمیایی و پتروشیمی در این شهر منفجر شد و ۲۶ نفر از کارگران زنده زنده در آتش سوختند و ۵۰ نفر دچار آسیب جسمی بسیار شدید شدند.

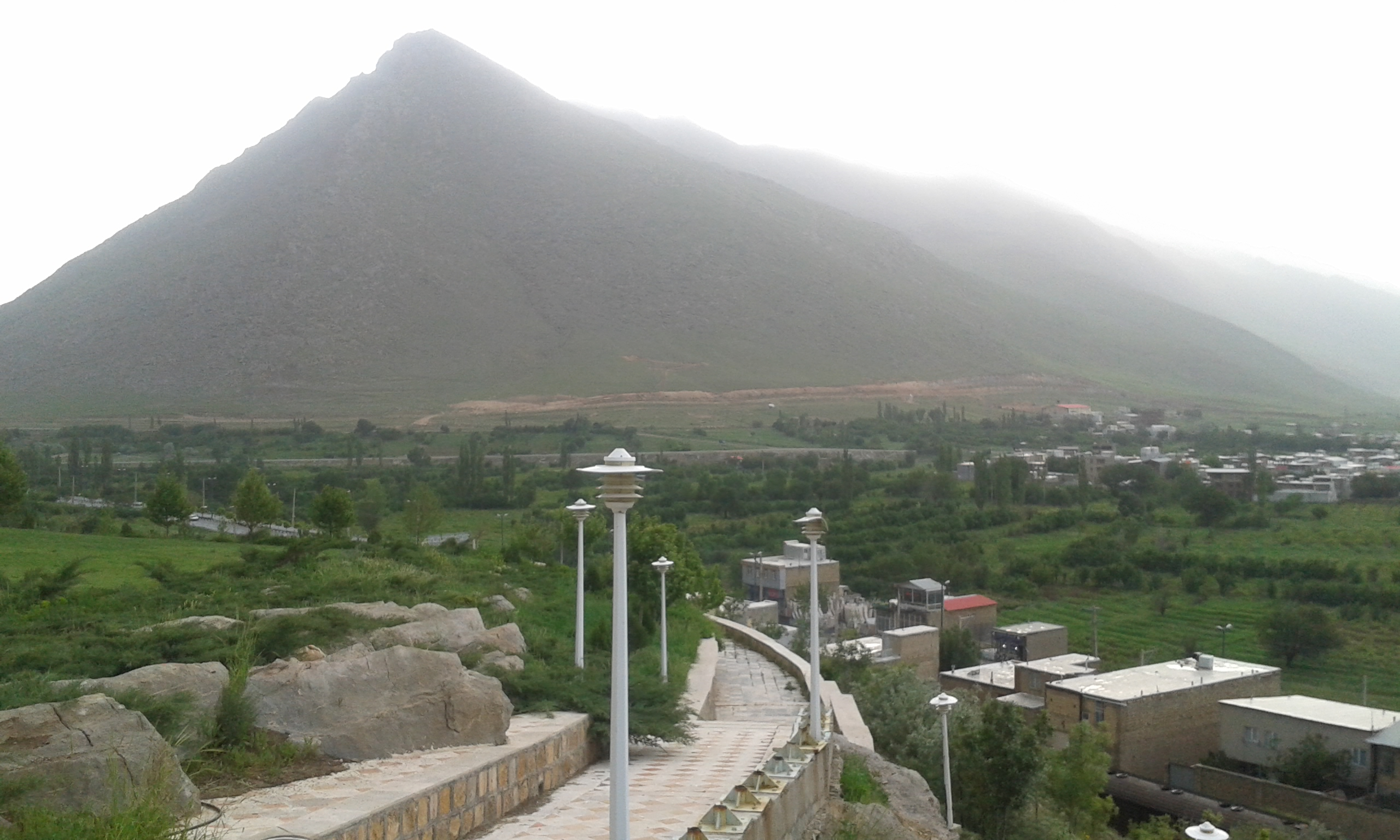
شازند زیبا

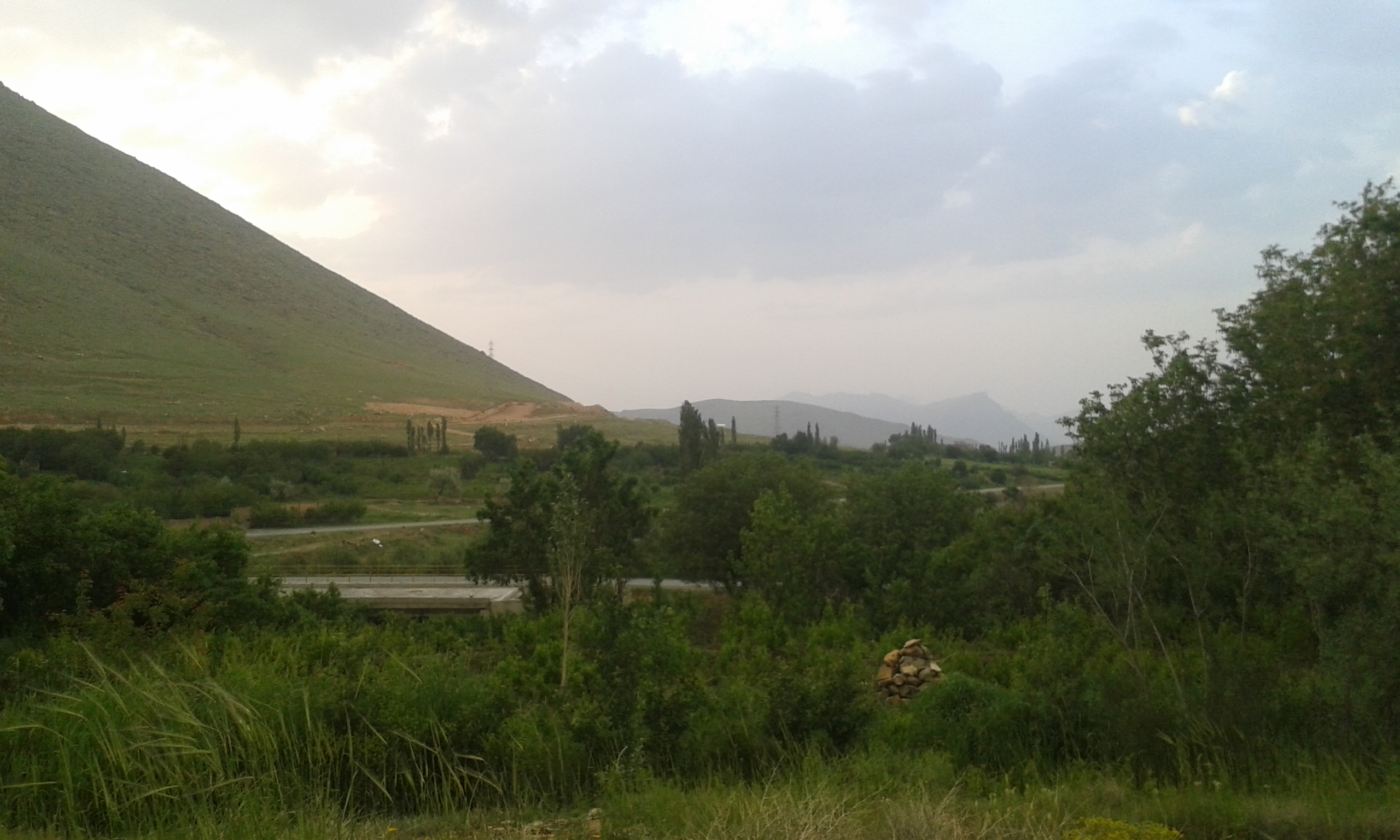
طبیعت شهر شازند

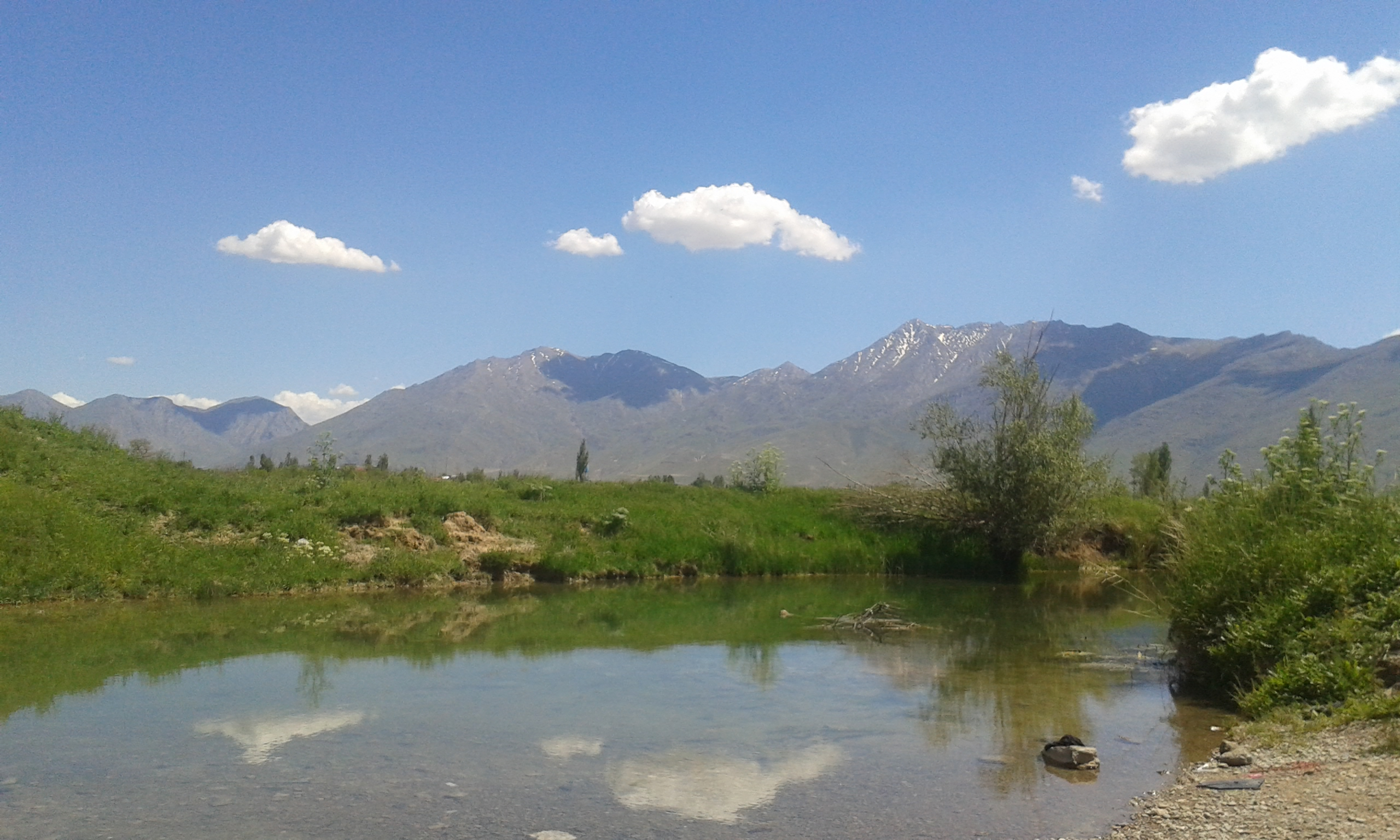
رشته کوه راسوند

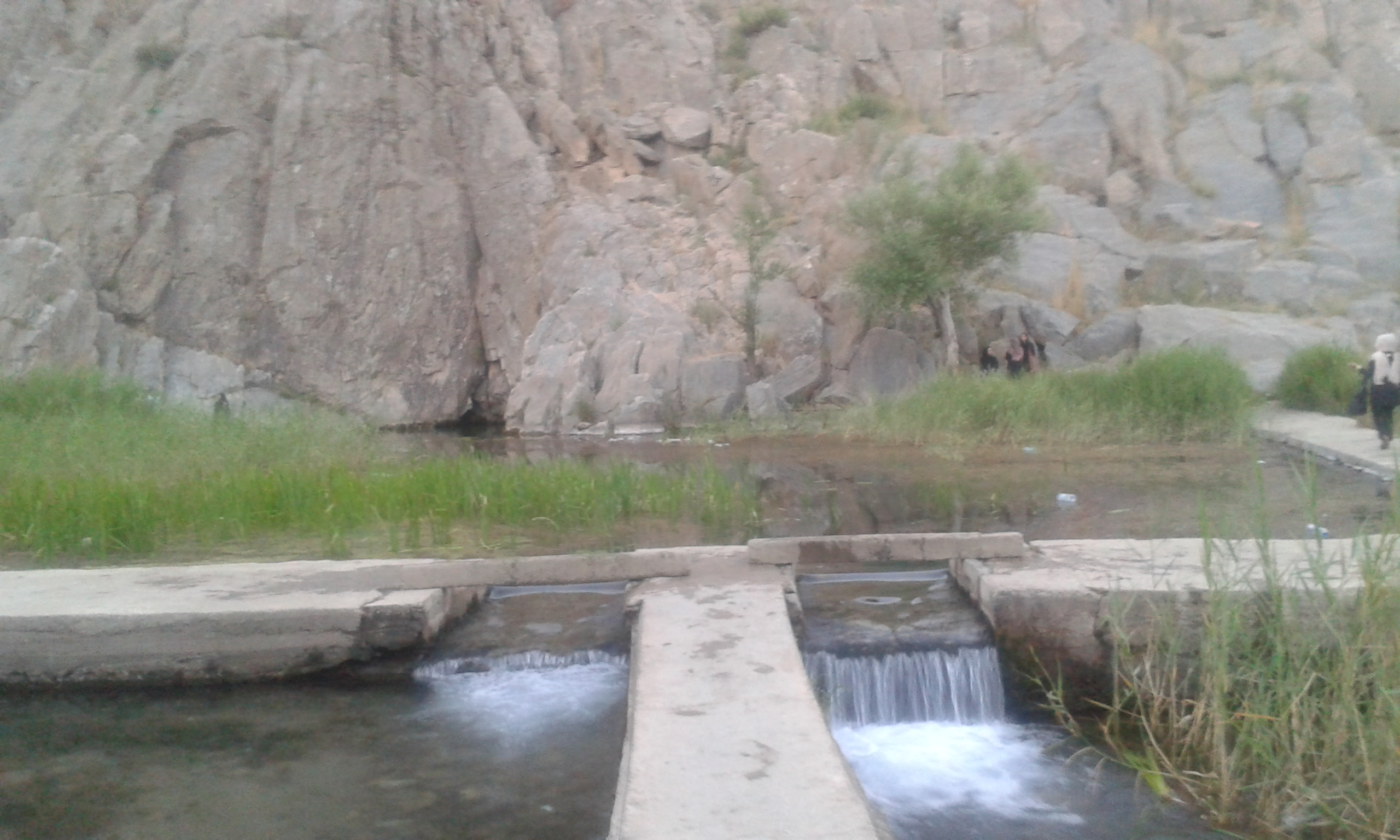
سراب بلاغ حک

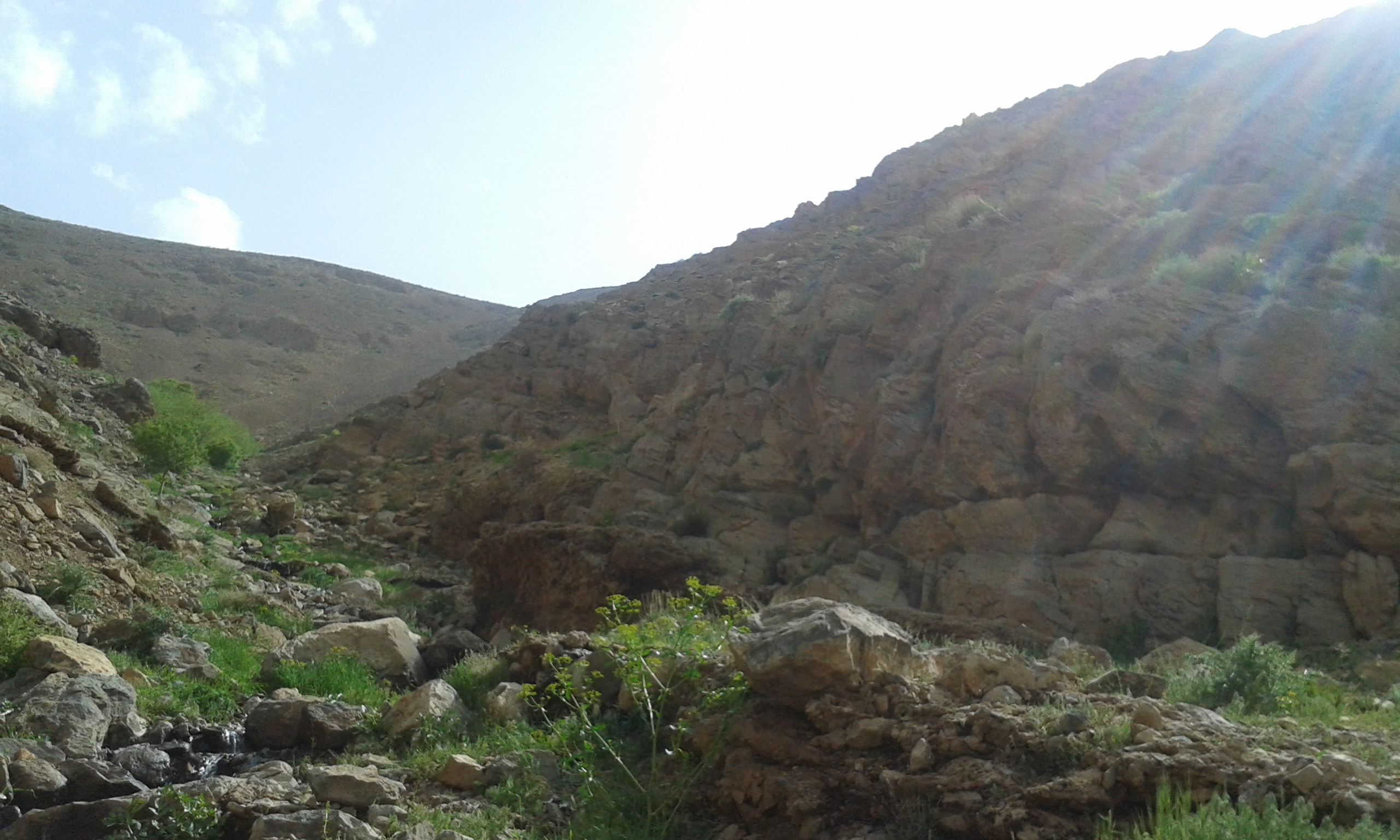
دره کوریل

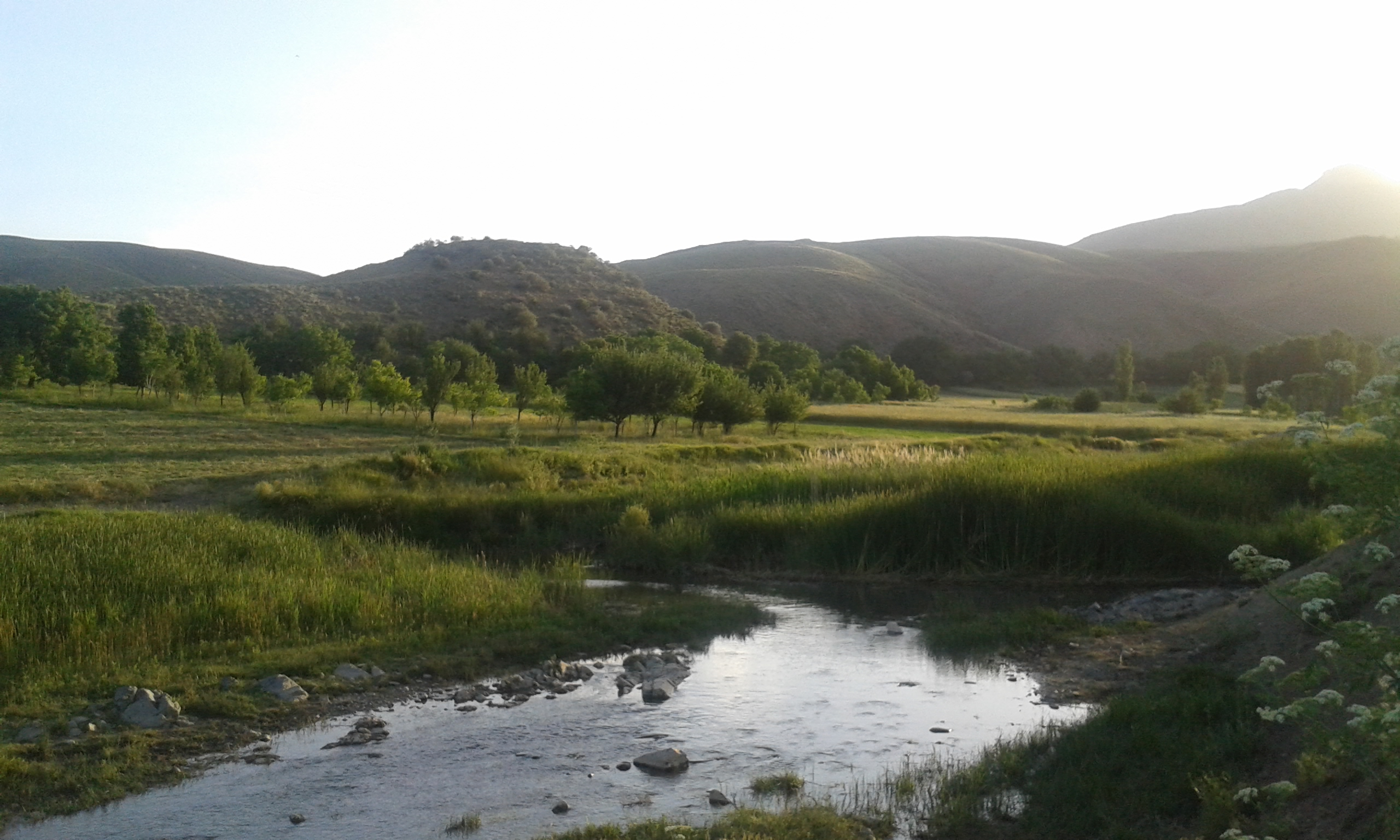
طبیعت روستای چم رحیم

## تقسیمات کشوری
شهرستان شازند دارای ۵ بخش، ۱۱ دهستان و ۶ شهر به شرح زیر است:

### شهرستان شازند
| بخش       | مرکز بخش | جمعیت بخش ۱۳۹۵ | نام دهستان | مرکز دهستان | جمعیت دهستان ۱۳۹۵ | شهر          | جمعیت شهر ۱۳۹۵       |
| --------- | -------- | -------------- | ---------- | ----------- | ----------------- | ------------ | -------------------- |
| مرکزی     | شازند    | ۴۵٬۸۴۰ نفر     | کزاز       | قدمگاه      | ۱۲٬۰۱۴ نفر        | شازند آستانه | ۲۱٬۱۸۱ نفر ۷٬۱۶۶ نفر |
| مرکزی     | شازند    | ۴۵٬۸۴۰ نفر     | آستانه     | عضدیه       | ۵٬۴۷۹ نفر         | شازند آستانه | ۲۱٬۱۸۱ نفر ۷٬۱۶۶ نفر |
| مهاجران   | مهاجران  | ۲۳٬۵۱۳ نفر     | خسبیجان    | خسبیجان     | ۱٬۸۱۴ نفر         | مهاجران      | ۲۰٬۳۴۶ نفر           |
| مهاجران   | مهاجران  | ۲۳٬۵۱۳ نفر     | مهاجران    | تحت محل     | ۱٬۳۵۳ نفر         | مهاجران      | ۲۰٬۳۴۶ نفر           |
| زالیان    | توره     | ۱۹٬۸۸۵ نفر     | نهرمیان    | نهرمیان     | ۸٬۲۴۵ نفر         | توره         | ۲٬۳۰۲ نفر            |
| زالیان    | توره     | ۱۹٬۸۸۵ نفر     | پل دوآب    | توره        | ۷٬۵۸۵ نفر         | توره         | ۲٬۳۰۲ نفر            |
| زالیان    | توره     | ۱۹٬۸۸۵ نفر     | زالیان     | ده کایید    | ۱٬۷۵۳ نفر         | توره         | ۲٬۳۰۲ نفر            |
| قره کهریز | شهباز    | ۱۸٬۱۱۹ نفر     | قره کهریز  | عمارت       | ۸٬۴۹۵ نفر         | شهباز        | ۷٬۵۳۶ نفر            |
| قره کهریز | شهباز    | ۱۸٬۱۱۹ نفر     | کوهسار     | حاجی‌آباد    | ۲٬۰۸۸ نفر         | شهباز        | ۷٬۵۳۶ نفر            |
| سربند     | هندودر   | ۱۰٬۲۱۴ نفر     | هندودر     | هندودر      | ۵٬۶۶۵ نفر         | هندودر       | ۱٬۹۱۸ نفر            |
| سربند     | هندودر   | ۱۰٬۲۱۴ نفر     | مالمیر     | حشیان       | ۲٬۶۳۱ نفر         | هندودر       | ۱٬۹۱۸ نفر            |

## جمعیت
بنابر سرشماری مرکز آمار ایران، جمعیت شهرستان شازند در سال ۱۳۹۵ برابر با ۱۳۲٬۰۰۰ نفر بوده است.
پرجمعیت‌ترین منطقه را می‌توان شهرهای شازند و آستانه (شازند) گفت.

## ارامنه شازند
در مورد تاریخچه شازند سندی در دست است (کلیسای جلفای اصفهان) که در زمان صفویان به دستور شاه عباس صفوی، ارامنه به این منطقه کوچانده شده‌اند و مردمان خود شازند (شهر شازند) در اصل از ارامنه بوده‌اند و اندکی هم از لرستان می‌باشد و ترک زبانان بیشتر در منطقه سربند ساکن‌اند که اسکان آنان در این منطقه را می‌توان در قرن سوم و همزمان با قدرت گرفتن سلجوقیان وقبل از حمله مغول دانست.
اولین ارامنه از طرف همدان به شازند آمده‌اند و در روستای جزنق ساکن شده‌اند و بعد به شازند آمده‌اند در خود شهر شازند (محله کلاوه - ازنا- عباس‌آباد - ادریس آباد) بیشتر ارمنی‌نشین بوده‌اند که محله کلاوه شش دانگ ارمنی - ازنا چهار دانگ ارمنی دو دانگ مسلمان -عباس‌آباد شش دانگ ارمنی و ادریس آباد سه دانگ ارمنی و سه دانگ مسلمان بوده است.
در حال حاضر بیشتر ارامنه از شازند رفته‌اند و فقط چهار نفر باقی مانده‌اند در کلاوه و عباس‌آباد همه مهاجر هستند ولی در ازنا و شازند خانوادهای اصیل منطقه که از گذشته بوده‌اند وجود دارند
مردم قدیمی این منطقه از ارامنه بسیار به نیکی یاد می‌کنند.

## کوه‌های شهرستان شازند
نام کوه‌های مهم شهرستان شازند و ارتفاع هر یک از سطح دریا به شرح زیر است:
قله شهباز با ۳۴۱۳ متر در شهر شازند
قله الاداغ با ارتفاع ۳۲۱۰ متر - واقع در روستای بصری
کوه میش آب ۳۱۹۰ واقع در روستای [چناس]
کوه تخت ۳۱۱۸ متر
کوه رازون هفته ۲۷۰۳ متر
کوه عمارت ۲۴۵۰ متر
کوه برآفتاب ۲۴۲۸ متر روستای [چناس]
کوه نپند ۲۵۶۵ متر
کوه گورآب ۲۹۲۵ متر روستای [چناس]
کوه عرق چین ۲۹۲۷ متر روستای [چناس]
کوه آوداش ۲۴۶۲ متر
کوه سرو ۳۳۲۲ متر
کوه سردره ۲۹۴۷ متر
کوه سول دره ۲۶۶۳ متر
کوه ازنا ۲۸۳۸ متر
کوه مارون ۲۵۰۷ متر
کوه شاه کیخسرو در نزدیکی روستای لنجرود و گوره زار و هم چنین روستای مس

## صنایع
- پتروشیمی شازند اراک
- نیروگاه حرارتی شازند اراک
- پالایشگاه نفت امام خمینی شازند اراک
  - شرکت رنگ روناس
- شهرک صنعتی شهید بابایی
- مجتمع کشاورزی بازنه